# Sarcocadetia
Sarcocadetia es un género con dos especies de orquídeas. Ha sido separado del género Cadetia. 

## Descripción
Son orquídeas muy pequeñas epífitas que se encuentran en Queensland (Australia) y en Nueva Guinea. Se caracteriza por un pseudobulbo de color verde, ligero y ovoide coronado por una sola hoja corta y oscura: Las inflorescencias son terminales con una pequeña flor blanca.

## Sinonimia
- Han sido segregadas del género Cadetia Gaudich. (1829)

## Etimología
El nombre del género deriva del griego sarco (carne) y el género hermano Cadetia.

## Taxonomía
El género Sarcocadetia fue separado de Cadetia en 2002 por M.A.Clem. & D.L.Jones.
El género cuenta actualmente con dos especies.
La especie tipo es Sarcocadetia funiformis.

## Especies
- Sarcocadetia funiformis (Blume) M.A.Clem. & D.L.Jones (2002)
- Sarcocadetia wariana (Schltr.) M.A.Clem. & D.L.Jones (2002)